# Lewis Askey
Pour les articles homonymes, voir Askey.
Lewis Askey (né le 4 mai 2001 à Cannock) est un coureur cycliste britannique, membre de l'équipe Groupama-FDJ.

## Biographie

### Jeunesse et formation
Il se fait remarquer en remportant en 2018 Paris-Roubaix juniors, avant de finir vice-champion de Grande-Bretagne sur route derrière Ben Tulett. Notons également une 2e place sur La Philippe Gilbert juniors.
Il confirme en 2019 son potentiel pour les classiques flandriennes, en signant diverses places d'honneurs en juniors, n'étant dépassé que par Quinn Simmons sur Gand-Wewelgem, et finissant 8e de Paris-Roubaix.

### Carrière professionnelle

#### Premières années à la Continentale de la FDJ (2020-2021)

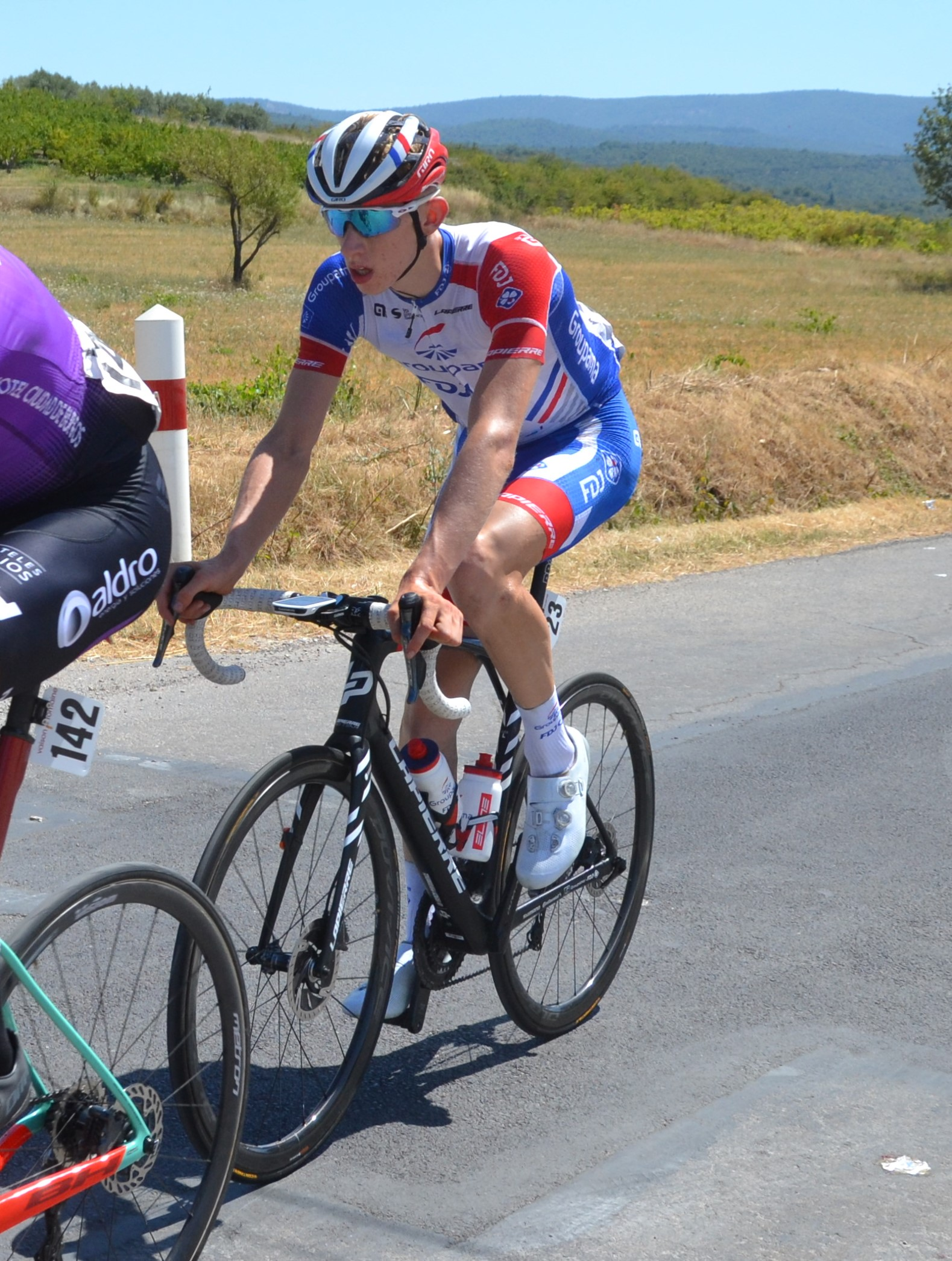
Lewis Askey lors du Mont Ventoux Dénivelé Challenges 2020

En 2020, il rejoint l'équipe continentale Groupama-FDJ, équipe formatrice associée à la formation World Tour du même nom,,. Sur une saison tronquée par l'épidémie de Covid-19, il ne réalise qu'une 10e place sur Paris-Tours espoirs, et une 7e place sur la première étape de la Ronde de l'Isard. Il fait aussi ses premières courses .1, en participant au Mont Ventoux Dénivelé Challenges, qu'il achève hors-délais, et au Samyn, qu'il termine 54e. Il déclare à ce propos qu'il s'agit d'une "superbe expérience" de courir avec des coureurs de la "Deceuninck Quick-Step, de la Lotto-Soudal ou de Trek-Segafredo".
Sa saison 2021 démarre par des semi-classiques belges et françaises, où il n'obtient aucun résultats notables, même si on le retrouve dans l'échappée du Grand Prix Jean-Pierre Monseré. Il devient réellement compétitif lors du Tour d'Alsace, avec trois top 10 sur les cinq étapes de la course, puis lors la Kreiz Breizh Elites, qu'il achève à la 8e place du classement général. 
Juste après avoir signé en World Tour, il participe ensuite au Tour de l'Avenir, il participe à plusieurs reprises au sprint, signant trois top 10, son meilleur résultat étant une 3e place obtenue sur la 4e étape, Askey étant devancé par Jensen Plowright et Ethan Vernon.
Sélectionné pour la course en ligne des championnats du monde espoirs, il réalise un joli top 5 d'une course remportée par Flippo Baroncini, avant de retrouver la victoire sur la Ronde de l'Isard. Sa fin de saison voit deux nouvelles places d'honneur : 4e du championnat de Grande-Bretagne de contre-la-montre, il finit aussi 5e de la course en ligne élites.

#### 2022: première saison en World Tour
Promu en août 2021 dans la formation World Tour de la Groupama-FDJ, il commence sa saison 2022 par le Tour de Provence, avec une 21e place sur le prologue d'ouverture. On le retrouve ensuite sur le Tour des Alpes-Maritimes, où malgré une chute lors de la 1re étape, il s'échappe lors de la 2e, sans pour autant obtenir quelque chose.
Lewis Askey vise cependant les classiques, en commençant par le Circuit Het Nieuwsblad, remporté par Wout van Aert, course qu'il achève à une anecdotique 78e place. Le coureur anglais se donne "quatre ans" avant de réellement postuler à des victoires ou places d'honneurs. Il réalise son premier podium avec la World Tour en finissant 2e de la Classic Loire-Atlantique, derrière Anthony Perez, podium cependant amer pour le coureur britannique. La suite de sa saison est plus compliquée : on ne le retrouve plus jouant les premières places, et ne signe qu'une 6e place sur la course en ligne du championnat de Grande-Bretagne, où son compatriote et coéquipier Samuel Watson finit 2e. 
Sa saison 2022 se termine sur un abandon lors de Paris-Tours, remporté par son chef de file du jour Arnaud Démare. Askey chute durant l'épreuve, ce qui lui cause une fracture d'un poignet. Il prolonge en novembre 2022 à la Groupama-FDJ jusqu'en 2025.

#### 2023: première participation à un Grand Tour
Il reprend la compétition en février 2023 avec le Tour de Murcie, mais il faut attendre mars pour qu'il obtienne une première place d'honneur, en finissant 5e de la Nokere Koerse, remporté par Tim Merlier. Participant comme l'année 2022 aux classiques, il accroche notamment 25e de Paris-Roubaix.
En avril, il réalise son premier top 10 en World Tour en finissant 7e de la dernière étape du Tour de Romandie, puis en réitère un lors du Tour de Pologne, sur la 5e étape. Il participe ensuite au Tour du Limousin-Périogord Nouvelle-Aquitaine, où il se fait remarque en jouant sa carte au sprint sur la 2e étape, seulement devancé par Luca Mozzato, mais en ayant déclenché la fureur de Benoît Cosnefroy, qui le saisit par le col après l'arrivée, estimant que le britannique a sprinté irrégulièrement, en le poussant vers les barrières. Lewis Askey s'explique cependant sur le sprint, et annonce que tout finit bien après l'altercation. Il est ensuite sélectionné pour son premier grand tour, le Tour d'Espagne, où il aura pour mission d'épauler Romain Grégoire et Lenny Martinez. Il peut cependant jouer sa carte sur certains sprints, notamment quand Samuel Watson n'est pas en mesure de le jouer, Askey signant ainsi trop tops 10 sur cette Vuelta, avec pour meilleur résultat une 5e place sur la 5e étape. En fin de saison, il est proche de remporter sa première victoire professionnelle sur Paris-Tours après une longue échappée, mais finit finalement deuxième, devancé par Riley Sheenan, surprenant vainqueur de la classique. Il nourrit de "grands regrets", estimant qu'il a très mal géré son sprint final, alors qu'il était sûrement le plus rapide.

## Palmarès sur route

### Par années
- 2018
  - Paris-Roubaix juniors[31]
  - Prologue du Junior Cycling Tour Assen
  - 2e du championnat de Grande-Bretagne sur route juniors
  - 2e de La Philippe Gilbert Juniors
- 2019
  - Isle of Man Youth Tour :
    - Classement général
    - 1re étape

  - Classement général du Tour du Pays de Galles juniors
  - 2e de Gand-Wevelgem juniors
  - 3e du Trophée des Flandres
- 2021
  - 2e étape de la Ronde de l'Isard
  - 2e du Grand Prix de Poggiana
  - 2e du championnat de Grande-Bretagne sur route espoirs
  - 3e du championnat de Grande-Bretagne du critérium
  - 5e du championnat du monde sur route espoirs
- 2022
  - 2e de la Classic Loire Atlantique
  - 2e du championnat de Grande-Bretagne sur route espoirs
- 2023
  - 2e de Paris-Tours
- 2024
  -  Champion de Grande-Bretagne du critérium
  - 2e du championnat de Grande-Bretagne sur route
- 2025
  - Boucles de l'Aulne
  - 2e étape des Quatre Jours de Dunkerque
  - 2e des Quatre Jours de Dunkerque
  - 10e du Circuit Het Nieuwsblad

### Résultats sur les grands tours

#### Tour de France
1 participation
- 2025 : 127e

#### Tour d'Italie
1 participation
- 2024 : 93e

#### Tour d'Espagne
1 participation
- 2023 : 105e

### Classements mondiaux
| Année                                 | 2021 | 2022 | 2023 | 2024 |
| ------------------------------------- | ---- | ---- | ---- | ---- |
| Classement mondial                    | 368e | 358e | 180e | 380e |
| UCI Europe Tour                       | 306e | 287e | nc   | nc   |
|                                       |      |      |      |      |
| Légende : nc = non classéSource : UCI |      |      |      |      |

## Palmarès en cyclo-cross
- 2018-2019
  - 2e du championnat de Grande-Bretagne de cyclo-cross juniors
- 2021-2022
  - National Trophy Series #1, Derby
- 2023-2024
  - 3e du championnat de Grande-Bretagne de cyclo-cross

## Palmarès sur piste
- 2019
  -  Champion de Grande-Bretagne de l'américaine juniors (avec Alfie George)